# Tomas Skoloudik
Tomas Skoloudik (em checo: Tomáš Školoudík; Dobřany, 24 de outubro de 1985) é um modelo checo. Ele iniciou sua carreira aos dezenove anos de idade.

## Carreira
Skoloudik foi capa de diversas revistas em inúmeras publicações como Men's Health, Men's Folio e Style: Men e Indigo. Ele tem sido destaque em campanhas publicitárias de televisão na Ásia, especialmente em Tóquio, Hong Kong, Singapura e Kuala Lumpur.
Skoloudik fez outras aparições em catálogos publicitários para a Adidas, Gap, Gucci, Calvin Klein, Buffalo Botas, Guess?, Dolce & Gabbana, Kenneth Cole e Free Soul. Em 2012, ele era modelo publicitário para Armani Jeans e Emporio Armani.
Antes de sua carreira de modelo, Skoloudik fez um filme pornográfico gay.